# Gige
Gige ist eine ungarische Gemeinde im Kreis Kaposvár im Komitat Somogy. Knapp die Hälfte der Bewohner zählt zur Volksgruppe der Roma.

## Geografische Lage
Gige liegt 15 Kilometer südwestlich des Komitatssitzes und der Kreisstadt Kaposvár. Nachbargemeinden sind Csököly, Jákó, Kiskorpád, Kisasszond, Bárdudvarnok und Rinyakovácsi.

## Geschichte
Im Jahr 1913 gab es in der damaligen Kleingemeinde 193 Häuser und 1195 Einwohner auf einer Fläche von 4238 Katastraljochen. Sie gehörte zu dieser Zeit zum Bezirk Nagyatád im Komitat Somogy. Die Gemeinde war traditionell landwirtschaftlich mit Getreide- und Tabakanbau geprägt. In den 1920er Jahren gab es im Ort  eine Schmiede, Brennerei, Schuhmacherei, zwei Zimmerleute, einen Maurer, drei Dreschmaschinenbesitzer sowie einen Gastwirt und einen Gewürz- und Gemischtwarenhändler. 1922 wurde eine Mühle gebaut, die bis Mitte der 1960er Jahre in Betrieb war. Weiterhin wird Weinbau betrieben.

## Sehenswürdigkeiten
- Reformierte Kirche, erbaut 1778 im spätbarocken Stil
- Römisch-katholische Kapelle Urunk mennybemenetele

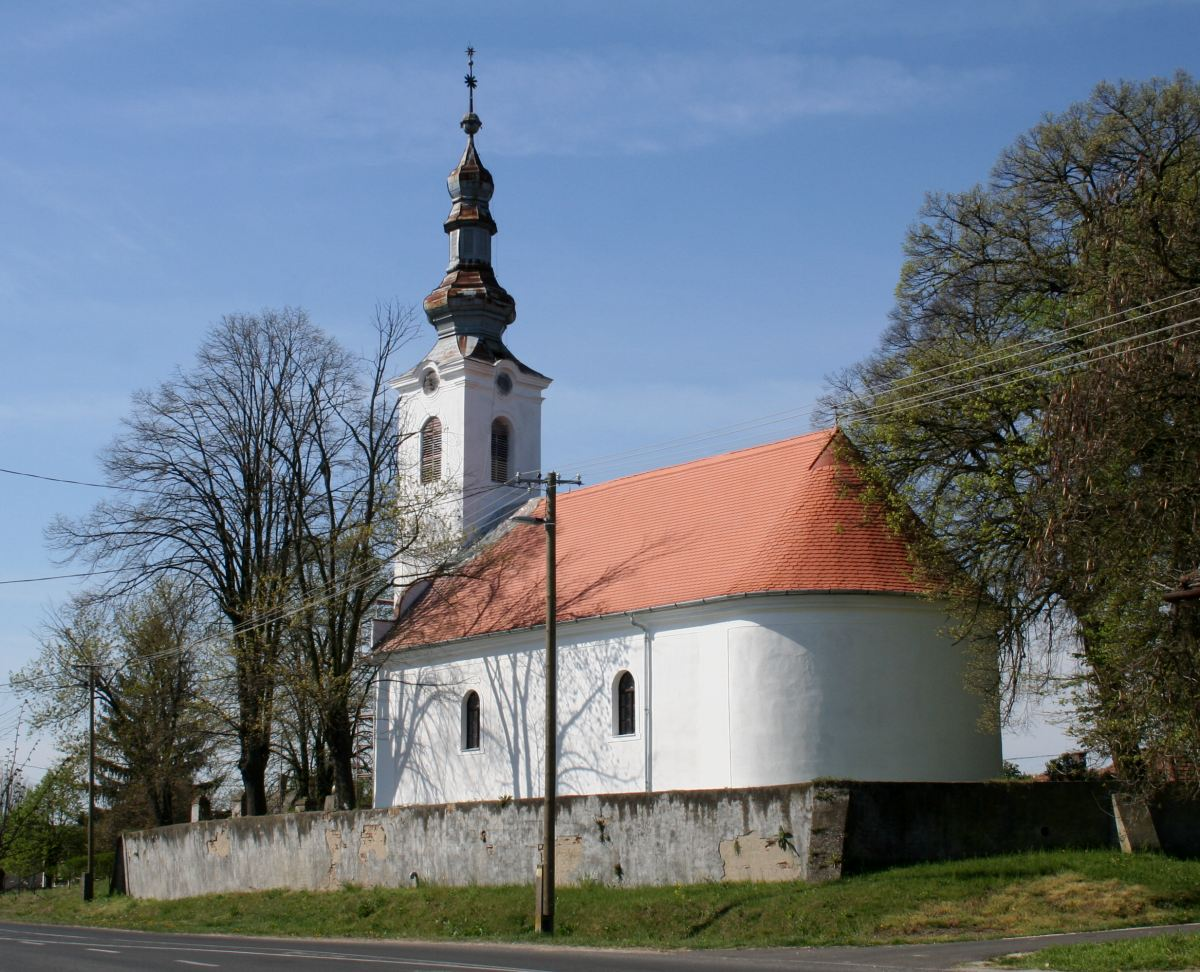
Reformierte Kirche

- Weltkriegsdenkmal mit Turul

## Verkehr
Durch Gige verläuft die Landstraße Nr. 6617, von der in der Ortsmitte die Landstraße Nr. 6618 in westlich Richtung nach Csököly abzweigt. Es bestehen Busverbindungen nach Csököly, Rinyakovács sowie über Kiskorpád und Kaposmérő nach Kaposvár. Der nächstgelegene Bahnhof in Jákó-Nagybajom befindet sich ungefähr acht Kilometer nordwestlich.